# Lucius Septimuleius
Lucius Septimuleius est une personnalité romaine du IIe siècle av. J.-C. C'est le type même de l'odieux personnage[non neutre]. 

## Biographie
Natif d'Anagni, Lucius Septimuleius aurait été l'ami de Caius Gracchus. Malgré cela, il aurait rapporté la tête de ce dernier au consul Lucius Opimius, et obtenu comme prix le poids de cette tête en or, comme le promettait une proclamation du consul. On rapporte que Septimuleius en aurait ôté le cerveau pour le remplacer par du plomb, ou, selon une autre version, rempli sa bouche de plomb.